# 抵抗 (レジスタンス) - 死刑囚の手記より
『抵抗 (レジスタンス) - 死刑囚の手記より』 （れじすたんすしけいしゅうのしゅきより、仏: Un condamné à mort s'est échappé ou Le Vent souffle où il veut 、英: A Man Escaped）は、ロベール・ブレッソン監督による1956年のフランスの刑務所映画である。日本におけるDVD発売時のタイトルは『抵抗-死刑囚は逃げた』。第二次世界大戦中にドイツ占領軍によってモンリュック刑務所に収監されたフランスレジスタンスのメンバー、アンドレ・ドゥヴィニーの回顧録に基づいている。主人公の名前は作中では変更されているが、これはドゥヴィニーの実際の脱獄に着想を得ている。
1957年のカンヌ映画祭のコンペティション部門で上映され、監督賞を受賞した。ブレッソンの最も高く評価され、影響力のある作品の一つとなっており、スティーヴン・ジェイ・シュナイダーの『死ぬまでに観たい映画1001本』にも掲載されている。また、Rotten Tomatoesの支持率100%の映画のうちの１つでもある。

## ストーリー
1943年、ナチス占領下のフランス・リヨン。レジスタンス活動を行っていたフォンテーヌは、モンリュック刑務所へ護送される途中、隙を突いて車から脱走を試みるが、すぐに捕らえられてしまう。ドイツ兵たちは彼を激しく殴打し、手錠をかけたまま独房へ収監する。収監中、彼は何度も銃声を耳にし、仲間たちが処刑されていく現実を痛感する。
最初に入れられた独房は1階にあり、隣房の囚人とは壁を叩いて会話を交わし、窓越しには中庭で運動を許された囚人テリーと話すことができた。テリーはフォンテーヌの手紙を家族やレジスタンス仲間に届けるほか、安全ピンを差し入れてくれ、これにより手錠を外すことが可能となった。
15日後、彼は刑務所最上階の別の独房に移され、手錠をつける必要はなくなる。隣房の年配の囚人ブランシェは当初、接触を拒むが、やがて窓越しに言葉を交わすようになる。フォンテーヌは毎日、便器を空けたり顔を洗ったりする際に他の囚人たちと短く言葉を交わすが、看守に叱責されることもしばしばだった。
ある日、フォンテーヌは独房の扉が硬い木と柔らかい木の継ぎ目で構成されていることに気づく。スプーンの端を研ぎ、少しずつその継ぎ目を削り始める。木片一つ一つを丁寧に隠し、痕跡が残らぬよう細心の注意を払って、何週間にもわたる孤独な作業を続けた結果、フォンテーヌは自由に廊下へ出入りできる状態にまでなる。
さらに、シーツやベッドの金属製フレームからロープやフックを作り始める。その努力に気づいた囚人オルシーニは、脱走計画に加わりたいと申し出るが、計画の複雑さに尻込みし、結局独断で逃走を試みる。しかし失敗し、独房へ戻された後、処刑を待つ身となる。オルシーニはフォンテーヌに、電灯の金属部分からフックを作るよう助言を残す。
その後も、布の差し入れやブランシェから譲られた毛布を使ってロープ作りを続けるが、仲間たちの間には「本当に脱走する気があるのか」と疑念が生じ始める。ある囚人は非現実的だとして協力を拒むほどだった。やがて、フォンテーヌには死刑判決が下される。
そんな中、新たに若い兵士ジョストが同房者としてやってくる。ジョストは自分が脱走兵だと語るが、フォンテーヌはスパイではないかと疑う。だが、数日間の観察を経てジョストを信じることに決める。信頼できないのであれば殺さねばならないと、内心で決意していたからだ。
ついに脱走当日。フォンテーヌはジョストに計画を明かし、ロープづくりを手伝わせる。その夜、２人は天窓から屋根へ上がり、通り過ぎる列車の騒音に紛れて移動を開始する。中庭に降り立った彼らはドイツ兵を一人殺害し、建物を登って内壁と外壁の間にロープを渡す。しかし、フォンテーヌは突然怖気づき、身動きが取れなくなる。
数時間後、フォンテーヌは意を決してロープを渡り、ついにリヨンの街へと脱出する。フォンテーヌとジョストは誰にも見つかることなく、モンリュック刑務所からの脱走を果たした。

## 登場人物
フォンテーヌ（Fontaine）
演：フランソワ・ルテリエ
物語の主人公。フランス・レジスタンスの一員として逮捕され、リヨンのモンリュック刑務所に収監される。沈着冷静で観察力に優れ、独房内での限られた資源を駆使して脱走計画を練る。仲間との信頼関係を築きながら、死刑執行の恐怖と向き合いつつも、脱出への強い意志を持ち続ける。
フランソワ・ジョスト（François Jost）
演：シャルル・ル・クランシュ
フォンテーヌの脱走直前に同房となる若いドイツ系フランス人兵士。自らは「脱走兵」と名乗るが、フォンテーヌは当初、ナチスによって送り込まれたスパイではないかと疑う。最終的には信頼され、脱走のパートナーとなる。
テリー（Terry）
演：ロジャー・トレハーン
刑務所内で運動を許された数少ない囚人の一人。中庭での運動時間を利用して、窓越しにフォンテーヌと情報を交換し、家族やレジスタンス仲間への手紙の仲介も行う。小さな安全ピンを届け、フォンテーヌが手錠を外すきっかけを作る。
ブランシェ（Blanchet）
演：モーリス・ビアブロック
フォンテーヌの隣室に収監されている高齢の囚人。当初は無反応だが、後に心を開き、脱走計画のために毛布を提供するなど、静かに協力する。
オルシーニ（Orsini）
演：ジャック・エルトー
別の囚人で、フォンテーヌの脱走計画に気づき興味を持つ。看守の接近を知らせるなど協力的だったが、計画を「複雑すぎる」と判断し、自ら脱走を試みて失敗。捕らえられた後、処刑を待つ身となるが、フォンテーヌに実用的な助言を与える。
その他の囚人たち
日常の中で短く交流する他の囚人たち。フォンテーヌに興味や希望を持つ者もいれば、計画を非現実的とみなして距離を置く者もいる。それぞれが死と隣り合わせの状況の中、自分なりの信念で日々を生きている。
ドイツ兵たち（看守）
刑務所を管理し、囚人たちを監視するナチスの兵士たち。非人道的な暴力や脅しで囚人たちを抑え込み、反抗的な者には容赦ない処罰を下す。フォンテーヌの脱走は、彼らの監視の隙を突く形で行われる。

## 製作
本作は、 1943年にリヨンのモンリュック刑務所から脱走したフランスのレジスタンスと解放同盟のメンバーであったアンドレ・ドゥヴィニーの回顧録に基づいている。ブレッソンも第二次世界大戦中にドイツ軍に捕らえられたが、戦争捕虜であった。本作の演出の特徴は細部にまで無駄を排した、徹底したミニマリズムにある。

### 演技
演技においては、ブレッソンが「モデル」と称する非職業俳優を起用する独自の方法論が貫かれている。ブレッソンはインタビューで、『抵抗 (レジスタンス) - 死刑囚の手記より』では「 『田舎司祭の日記』よりも大きな純粋さと禁欲主義を達成したかった」と述べ、職業俳優以外の俳優を起用した点について述べている。本作の主演であるフランソワ・ルテリエも実際の神学生であり、演技経験を持たない。表情や声の抑制された表現を通じて、感情を直接的に示すのではなく、行動そのものを通じて人物像を描き出している。
ブレッソンは、俳優の反復演技を通じて「意図」や「演技の痕跡」を消去し、無意識的な動作としての身体性を強調する。この方法により、観客は登場人物の感情を台詞やジェスチャーではなく、状況や時間の経過から読み取る構造となっている。

### 撮影
本作の撮影は、視覚の写実性と登場人物の主観的視点を再現するために極めて制限された手法で行われている。撮影監督レオンス＝アンリ・ビュレルは、主に50mmの単焦点レンズを用いて、観客の視野と等しい画角を保つことにより、より一層の臨場感を演出している。照明は柔らかく拡散され、コントラストを抑えた画調が特徴であり、陰影と質感によって刑務所の閉塞的な空気と精神的な緊張を強調する。
カメラの動きは極めて限定的で、静的なショットが主体となっている。これは、囚人の視野が物理的・心理的に制限されていることを表現する意図によるものである。フレーミングは細部にわたって構成されており、人物の手、工具、扉の隙間といった「触覚的ディテール」に焦点を当てることで、行動のリアリズムを視覚化している。

### 音響
音響の設計は、ブレッソン演出の中核を成す要素のひとつである。本作では、登場人物の視覚情報が限られる一方で、音が情報源としての役割を果たしている。例えば、銃声、足音、鍵の音、列車の走行音など、周囲から聞こえてくる音によって、登場人物は自らの置かれた状況やタイミングを判断する。
また、主人公フォンテーヌによるナレーションは、内面の思考と外部の出来事とを橋渡しする構造になっている。これは音響と文体の一致によって、観客が主人公の心理的プロセスを直接体験するよう誘導している。
ブレッソンは劇伴音楽の使用を極端に制限しており、登場する音楽は、モーツァルトのミサ曲ハ短調K.427の「キリエ」のみである。これにより、音楽が感情の操作ではなく、「精神的な高まり」を象徴する手段として機能している。

### 編集
編集においては、きわめて厳密な構成がなされている。各ショットは最小限の長さで切り詰められ、行動の一連のプロセスが細かく分解されている。この「分節化された編集」により、観客は登場人物の一挙手一投足を追跡し、物理的な行動と心理的緊張を同時に体験する。
脱出計画における細部――たとえば木片を削る音、手製の縄を編む手の動き、扉の隙間に耳を当てる仕草――が連続ショットではなく断片的なショットとして配置され、時間と空間が圧縮されたかたちで描かれる。この編集構造により、映画全体が抽象的でありながら緊張に満ちたリズムを獲得している。

## 評価
本作は批評家の激賞を受けている。批評集積サイトRotten Tomatoesでは、 40人の批評家のレビューすべてが肯定的（支持率100％）で「フレッシュ認定」を受け、平均評価は10点満点中9.3点となっている。同サイトの評論家総評は、「『抵抗 (レジスタンス) - 死刑囚の手記より』はブレッソン監督の大ヒット作であり、巧みな演技で描かれる捕虜ドラマは、繊細で手に汗握る緊張感を醸し出している」となっている。 
フランスの映画雑誌『カイエ・デュ・シネマ』では1956年のベスト10で1位に選ばれた。 
今日では、この作品はブレッソンの最高傑作とみなされることもある。 2012年のSight & Sound批評家投票では、69位にランクされた。  ロジャー・イーバートは次のように書いている。「 『抵抗 (レジスタンス) - 死刑囚の手記より』のような映画を観ることは、映画館でレッスンを受けるようなものだ。映画には必要のないあらゆることを実演によって教えてくれる。つまり、私たちが慣れ親しんでいるほとんどのものが余分であることを暗に示唆している。 『抵抗 (レジスタンス) - 死刑囚の手記より』には不必要なショットは1つも思い浮かばない。」
ポーランドの映画監督クシシュトフ・キェシロフスキはこの映画に影響を受け、「最も影響を受けた」映画トップ10の1つに挙げた。イギリス系アメリカ人の映画監督クリストファー・ノーランは、 2017年の映画『ダンケルク』の制作時に、この映画（と『スリ』）の「細部からサスペンスを生み出す過程」に影響を受けた。映画監督サフディ兄弟のベニー・サフディはこの映画をこれまでのお気に入りの映画として挙げている。アメリカ系イギリス人歌手スコット・ウォーカーもまたこの映画をこれまでのお気に入りの映画の一つとして挙げている。

## 受賞
本作は以下の賞に受賞・ノミネートを果たした。
| 賞                                   | 部門              | 候補者                                     | 結果       |
| ------------------------------------ | ----------------- | ------------------------------------------ | ---------- |
| カンヌ国際映画祭                     | パルム・ドール    | ロベール・ブレッソン                       | ノミネート |
| カンヌ国際映画祭                     | 監督賞            | ロベール・ブレッソン                       | 受賞       |
| 英国アカデミー賞                     | 作品賞            | 『抵抗 (レジスタンス) - 死刑囚の手記より』 | ノミネート |
| ナショナル・ボード・オブ・レビュー賞 | 外国語映画トップ5 | 『抵抗 (レジスタンス) - 死刑囚の手記より』 | 受賞       |